# Histoire philatélique et postale de Malte
L'histoire philatélique et postale de Malte s'est inscrite dans celle de l'Empire britannique jusqu'au jour de son indépendance en 1964.

## Les débuts britanniques

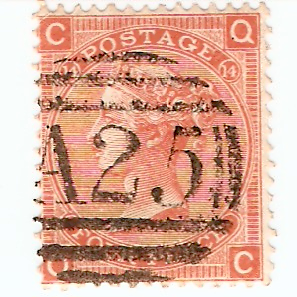
Timbre du Royaume-Uni de 1865 oblitéré à Malte.

Un premier bureau de la poste britannique est ouvert dans l'île en 1804.
Par le rôle de base navale de Malte, le flux de courrier y augmente avec les opérations de la guerre de Crimée dans les années 1850. À partir de 1855, des timbres du Royaume-Uni à l'effigie de la reine Victoria sont utilisés pour le courrier quittant l'archipel.
De 1857 à 1885, les oblitérations sont alors un cachet portant la lettre « M » dans un ovale de traits horizontaux pour le courrier civil, et un cachet de type « vague » pour courrier militaire (avec timbre à date au dos jusqu'en février 1859 pour ce courrier). En 1859, est introduit le cachet « A25 ».
Les timbres britanniques sont inutilisables sur le courrier au départ de Malte, le 1er janvier 1885
.

## La poste locale jusqu'en 1885

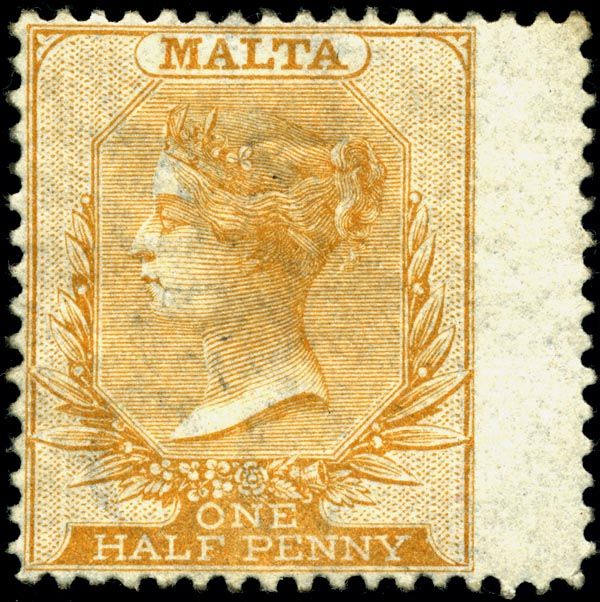
Effigie de Victoria sur l'émission de 1863 (datation déterminé par le filigrane (CC couronné).

Le premier timbre de Malte est émis en 1860 pour affranchir le courrier intérieur de l'archipel, jusqu'alors transporté gratuitement et déposé aux postes de police où les habitants se déplaçaient. À l'effigie de la reine Victoria, le demi-penny jaune permet le transport d'un pli de moins d'une demi-once, deux timbres pour une once.
En avril 1859, De La Rue remporte le marché maltais lancé à Londres par les Agents généraux pour les colonies de la Couronne et confie la gravure du portrait à Jean Ferdinand Joubert de la Ferté, pour l'inscrire dans un octogone couronné de végétations dont quatre fleurs symboliques des régions du Royaume-Uni. Vingt-cinq cas d'utilisation entraînent différentes couleurs (jaune à clair à orange), de papier (avec ou sans filigrane) et de dentelure (14 dents au deux centimètres le plus souvent, 12 et demi également).

## Autonomie postale 1885-1964
Le 1er janvier 1885, l'archipel obtient l'autonomie de sa poste. Seuls les timbres de Malte peuvent désormais affranchir le courrier intérieur et international de l'archipel. Six timbres sont émis, utilisant le même portrait de la reine dans trois cadres différents pour les valeurs de 1 pence à 1 shilling. Le demi-penny vert est au type de 1860.